# Parcul Tei

Fântâna decorativă cu nimfă şi tritoni

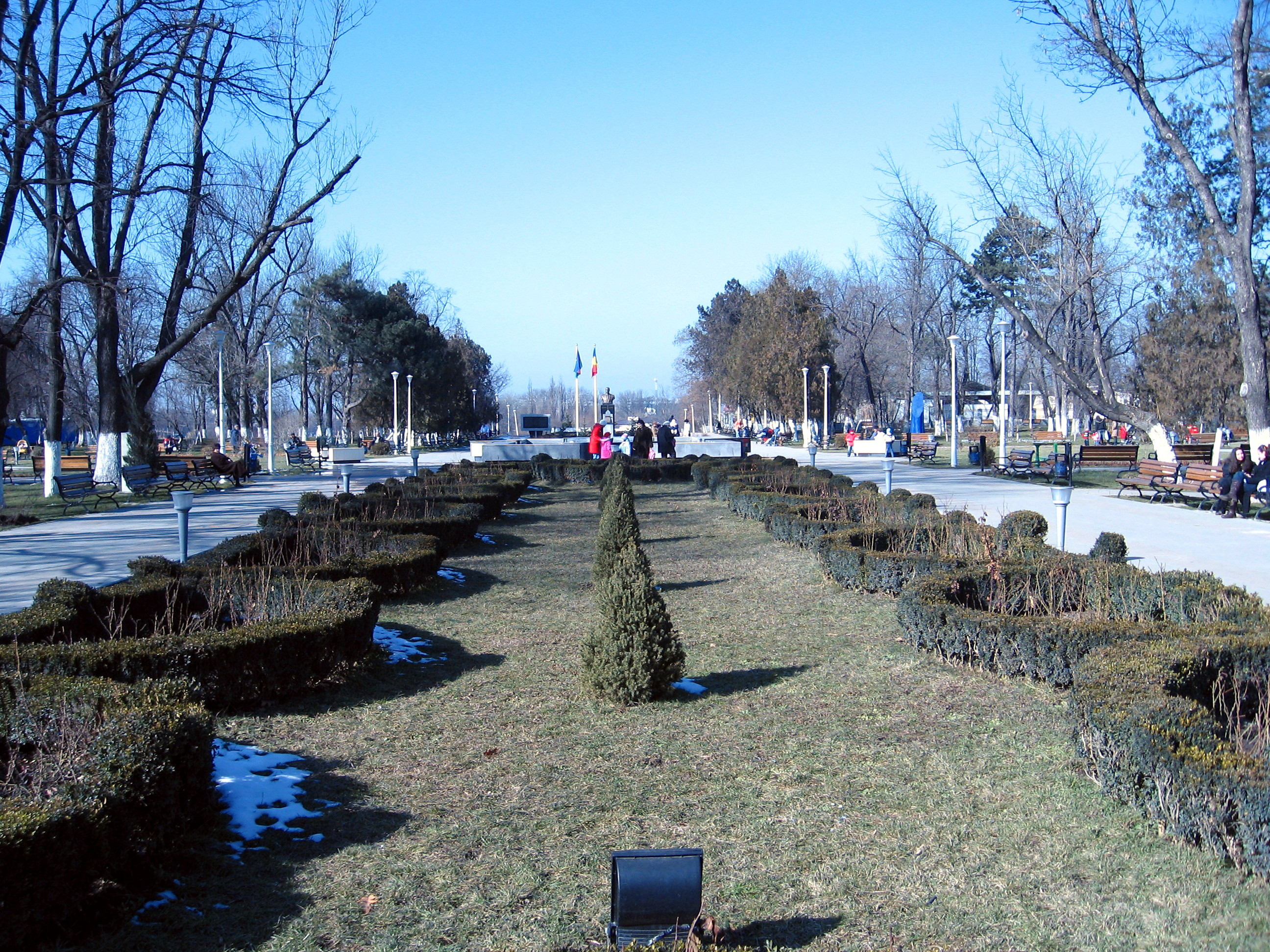
Aleea Heidar Aliev din Parcul Tei, amenajată cu fonduri ale statului azer, a fost parte a unei înțelegeri la nivel înalt, care a cuprins şi inaugurarea unei statui a lui George Enescu în capitala azeră Baku, eveniment la care a participat Traian Băsescu.

„Balade şi legende”, sculptură în piatră de Geta Caragiu, amplasată în parcul Tei

Parcul Tei este un parc din București, sectorul 2, amplasat în partea de sud-est al Lacului Tei (pe cursul râului Colentina). 
Poziționarea parcului Tei a fost gândită pe malul unui lac, în urma unui proiect început în 1935 de profesorul Dorin Pavel, sub coordonarea lui Nicolae Caranfil. Lucrările însă au fost oprite în 1939 odată cu venirea războiului, repornite la finalul lui, în 1948, și încheiate în 1950. La înființare, parcul avea o suprafață de 9 ha.

Statuia lui I. L. Caragiale, amplasată în parcul Tei

Parcul a fost reabilitat în 2002 de Primăria Sectorului 2, lucrare care a costat peste 9,6 miliarde lei.
În 2007 în urma unui acord de prietenie încheiat între România și Republica Azerbaidjan s-a realizat o modernizare masivă a mobilierului urban, pavajelor, a fântânilor arteziene în culori, locurilor de joacă pentru copii și a sistemelor de iluminat. Drept mulțumire pentru sprijinul material, în parc a fost amenajată aleea Heidar Aliev, în memoria fostului președinte azer, al cărui bust a fost instalat pe aleea cu același nume.
În parc se află o fântână decorativă ce are ca element principal statuia unei nimfe deasupra unui bazin susținut de 4 tritoni
Fântâna a fost turnată în fontă la Paris între anii 1931-1932, în celebra turnătorie specializată în fontă ornamental-artistică, „JJ Ducel et fils, maitres de forges, à Paris” creată în 1823 și condusă de timp de mai multe generații de familia Ducel.

## Legături externe
- https://parcaventuratei.ro/